# جوائز كأس العالم للسيدات
في نهاية كل بطولة كأس العالم للسيدات، تُقدَّم العديد من الجوائز للاعبات والفرق التي تميزت في جوانب مختلفة من اللعبة.

## الجوائز
- حاليًا هناك خمس جوائز بعد البطولة من مجموعة الدراسة الفنية للفيفا:[2]
  - الكرة الذهبية (تُعرف حاليًا تجاريًا باسم "الكرة الذهبية لأديداس") لأفضل لاعب في البطولة بشكل عام (تم منحها لأول مرة في 1991);
  - الحذاء الذهبي (تُعرف حاليًا تجاريًا باسم "الحذاء الذهبي لأديداس"، وكانت تُعرف سابقًا باسم الحذاء الذهبي) لأعلى هداف في البطولة (تم منحها لأول مرة في 1991);
  - القفاز الذهبي (تُعرف حاليًا تجاريًا باسم "القفاز الذهبي لأديداس"، وكانت تُعرف سابقًا باسم أفضل حارس مرمى) لأفضل حارس مرمى في البطولة (تم منحها لأول مرة في 2003);
  - جائزة أفضل لاعب شاب للفيفا لأفضل لاعب في البطولة تحت سن 21 عامًا في بداية السنة الميلادية (تم منحها لأول مرة في 2011);
  - جائزة اللعب النظيف للفيفا للفريق الذي يحقق أفضل سجل في اللعب النظيف خلال البطولة (تم منحها لأول مرة في 1991).

- حاليًا، هناك جائزة واحدة يتم التصويت عليها من قبل المعجبين خلال البطولة:
  - أفضل لاعب في المباراة (ويُطلق عليها حاليًا من الناحية التجارية "أفضل لاعب في المباراة برعاية فيزا") لأداء متميز من لاعب خلال كل مباراة في البطولة (منحت لأول مرة في عام 2003).

- يوجد حاليًا جائزة واحدة يتم التصويت عليها من قبل الجماهير بعد انتهاء البطولة:
  - هدف البطولة (يُعرف حاليًا تجاريًا باسم "هدف البطولة هيونداي") لأفضل هدف سجل خلال البطولة من قبل الجماهير (تم منحها لأول مرة في 2007).

- الجوائز الخمس التالية لم تعد تمنح:
  - فريق النجوم لأفضل تشكيلة لاعبين في البطولة (اختارها الفريق الفني، منحت من 1999 إلى 2015);
  - الفريق الأكثر إثارة للفريق الذي أمتع الجمهور أكثر خلال البطولة (تم التصويت عليه من قبل المشجعين بعد انتهاء البطولة، منحت في 2003 و2007);
  - فريق النجوم FANtasy لأفضل تشكيلة من أحد عشر لاعبًا وفقًا للمشجعين (تم التصويت عليه من قبل المشجعين بعد انتهاء البطولة، منحت في 2003);
  - فريق الأحلام لأفضل مدرب وتشكيلة من أحد عشر لاعبًا وفقًا للمشجعين (تم التصويت عليه من قبل المشجعين بعد انتهاء البطولة، منحت في 2015);
  - اللاعبات اللواتي تجرأن على التألق لعشر لاعبات رئيسيات في البطولة "تجرأن على التألق" (اختارها الفريق الفني، منحت في 2019).

## الكرة الذهبية
تُمنح جائزة الكرة الذهبية لأفضل لاعب في كل نهائي لكأس العالم لكرة القدم، حيث يقوم بإعداد قائمة مختصرة للجائزة من قبل اللجنة التقنية للفيفا ويتم التصويت للفائز من قبل ممثلي وسائل الإعلام. أما من يحتلون المركزين الثاني والثالث في التصويت فيحصلون على جائزتي الكرة الفضية والكرة البرونزية بصفتهما اللاعبين الثاني والثالث الأفضل في البطولة على التوالي.
| كأس العالم              | الكرة الذهبية  | الكرة الفضية    | الكرة البرونزية   |
| ----------------------- | -------------- | --------------- | ----------------- |
| 1991 الصين              | كارين جينينغز  | ميشيل آكرز      | ليندا ميدالن      |
| 1995 السويد             | هيجي ريسه      | غرو إسبث        | آن كريستين آرونيس |
| 1999 الولايات المتحدة   | سون ون         | سيسي            | ميشيل آكرز        |
| 2003 الولايات المتحدة   | بريجيت برينز   | فيكتوريا سفنسون | مارين مينرت       |
| 2007 الصين              | مارتا          | بريجيت برينز    | كريستيان          |
| 2011 ألمانيا            | هوماري ساوا    | آبي وامباك      | هوب سولو          |
| 2015 كندا               | كارلي لويد     | أماندين هنري    | آيا مياما         |
| 2019 فرنسا              | ميغان رابينو   | لوسي برونز      | روز لافل          |
| 2023 أستراليا/نيوزيلندا | أيتانا بونماتي | جينيفر هيرموسو  | أماندا إيليستدت   |

## جائزة الحذاء الذهبي
تُمنح جائزة الحذاء الذهبي لهداف كأس العالم للفيفا. وقد تم تقديمها كـحذاء ذهبي في كأس العالم للسيدات 1991 وتم تغيير اسمها إلى الحذاء الذهبي في 2011.
إذا أنهى أكثر من لاعب البطولة بنفس عدد الأهداف، يتم كسر التعادل بتفضيل اللاعب الذي ساهم بأكثر عدد من التمريرات الحاسمة (مع تحديد مجموعة الدراسة الفنية للفيفا ما إذا كان يجب احتساب التمريرة الحاسمة كتمريرة بالفعل). وإذا استمر التعادل، يُمنح الجائزة للاعب الذي لعب أقل مدة زمنية (أكثر عدد من الأهداف لكل دقيقة).
الحذاء الفضي والحذاء البرونزي يُمنحان للاعبين الحاصلين على المركزين الثاني والثالث.
| كأس العالم              | الحذاء الذهبي    | الأهداف | الحذاء الفضي | الأهداف | الحذاء البرونزي             | الأهداف |
| ----------------------- | ---------------- | ------- | ------------ | ------- | --------------------------- | ------- |
| 1991 الصين              | ميشيل أكيرز      | 10      | هايدي موهر   | 7       | ليندا ميدالين كارين جينينغز | 6       |
| 1995 السويد             | آن كريستين آرونس | 6       | هيغي ريسي    | 5       | شي غويهونغ                  | 3       |
| 1999 الولايات المتحدة   | سون وين سيسي     | 7       |              |         | آن كريستين آرونس            | 4       |
| 2003 الولايات المتحدة   | بيرجيت برينز     | 7       | مارين ماينرت | 4       | كاتيا                       | 4       |
| 2007 الصين              | مارتا            | 7       | آبي وامباك   | 6       | راغنهيلد غولبراندسن         | 6       |
| 2011 ألمانيا            | هوماري سوا       | 5       | مارتا        | 4       | آبي وامباك                  | 4       |
| 2015 كندا               | سيليا شاسيتش     | 6       | كارلي لويد   | 6       | أنيا ميتتاج                 | 5       |
| 2019 فرنسا              | ميغان رابينو     | 6       | أليكس مورغان | 6       | إيلين وايت                  | 6       |
| 2023 أستراليا/نيوزيلندا | هيناتا مييازاوا  | 5       | كدجاتو دياني | 4       | ألكسندرا بوب                | 4       |

## القفاز الذهبي
يكرم جائزة القفاز الذهبي أفضل حارس مرمى في البطولة منذ عام 2011. في عامي 2003 و2007، تم منح جائزة أفضل حارس مرمى، وفي عام 1999 تم اختيار حارسين في فريق الأحلام. تعترف مجموعة الدراسات الفنية في الفيفا بأفضل حارس مرمى في البطولة بناءً على أداء اللاعب طوال المنافسة النهائية. على الرغم من أن حراس المرمى لديهم جائزة محددة لموقعهم، إلا أنهم مؤهلون أيضًا لجائزة الكرة الذهبية.
| كأس العالم              | جائزة القفاز الذهبي | الشباك النظيفة |
| ----------------------- | ------------------- | -------------- |
| 1999 الولايات المتحدة   | غو هونغ             | 4              |
| 1999 الولايات المتحدة   | بريانا سكورى        | 4              |
| 2003 الولايات المتحدة   | سيلكه روتنبرغ       | 2              |
| 2007 الصين              | نادين أنغرير        | 6              |
| 2011 ألمانيا            | هوب سولو            | 2              |
| 2015 كندا               | هوب سولو            | 5              |
| 2019 فرنسا              | ساري فان فينندال    | 3              |
| 2023 أستراليا/نيوزيلندا | ماري إيربس          | 3              |

## جائزة أفضل لاعب شاب في الفيفا
تُمنح جائزة أفضل لاعب شاب في الفيفا لأفضل لاعب في البطولة الذي لا يتجاوز عمره 21 عامًا. بالنسبة لكأس العالم للسيدات 2019، كان هذا يعني أنه يجب أن يكون اللاعب قد ولد في أو بعد 1 يناير 1998. تعترف مجموعة الدراسات الفنية للفيفا بأفضل لاعب شاب في البطولة بناءً على أداء اللاعب طوال المنافسة النهائية.
| كأس العالم              | جائزة أفضل لاعب شاب | العمر |
| ----------------------- | ------------------- | ----- |
| 2011 ألمانيا            | كيتلين فورورد       | 16    |
| 2015 كندا               | كيديشا بوكانن       | 19    |
| 2019 فرنسا              | جوليا جوين          | 20    |
| 2023 أستراليا/نيوزيلندا | سلمي بارايويلو      | 19    |

## جائزة اللعب النظيف من الفيفا
تُمنح جائزة اللعب النظيف من الفيفا للفريق الذي يحقق أفضل سجل في اللعب النظيف خلال بطولة كأس العالم النهائية. تُعتبر فقط الفرق التي تأهلت للجولة الثانية. يحصل الفائزون بهذه الجائزة على جائزة اللعب النظيف من الفيفا، وديبلوم، وميدالية اللعب النظيف لكل لاعب ومسؤول، ومعدات كرة قدم بقيمة 50,000 دولار تُستخدم لتطوير الشباب.
| كأس العالم              | الفائزون بكأس اللعب النظيف للفيفا |
| ----------------------- | --------------------------------- |
| 1991 الصين              | ألمانيا                           |
| 1995 السويد             | السويد                            |
| 1999 الولايات المتحدة   | الصين                             |
| 2003 الولايات المتحدة   | الصين                             |
| 2007 الصين              | النرويج                           |
| 2011 ألمانيا            | اليابان                           |
| 2015 كندا               | فرنسا                             |
| 2019 فرنسا              | فرنسا                             |
| 2023 أستراليا/نيوزيلندا | اليابان                           |

## جائزة أفضل لاعب في المباراة
تُمنح جائزة أفضل لاعب في المباراة لأفضل لاعب متميز في كل مباراة من البطولة منذ 2003.
بينما تم اختيار الجوائز من 2003 إلى 2015 من قبل المجموعة الفنية للدراسة، من 2019 تم اختيار الفائز من خلال تصويت عبر الإنترنت على موقع فيفا.
| كأس العالم               | اللاعب(اللاعبون) الذين لديهم أكبر عدد من مرات الفوز بجائزة أفضل لاعب في المباراة | مرات الفوز |
| ------------------------ | -------------------------------------------------------------------------------- | ---------- |
| 2003 الولايات المتحدة    | بريجيت برينتس بيتينيا فيغمان داغني ملغرين فيكتوريا سانديل سفنسون                 | 2          |
| 2007 الصين               | دانيلا مارثا كيلي سميث نادين أنجيرير بريجيت برينتس آني ستانغلاند هوربستاد        | 2          |
| 2011 ألمانيا             | آيا مياما هوماري ساوا لوطة شيلين آبي وامباك                                      | 2          |
| 2015 كندا                | كارلي لويد                                                                       | 4          |
| 2019 فرنسا               | ميغان رابينوي                                                                    | 3          |
| 2023 أستراليا ونيوزيلندا | هيناتا ميازاوا أماندا إيليستيدت                                                  | 3          |

| الترتيب | اللاعبة         | الانتصارات | كأس العالم مع الجوائز  |
| ------- | --------------- | ---------- | ---------------------- |
| 1       | مارتا           | 5          | 2003، 2007، 2011، 2019 |
| 1       | آيا مياما       | 5          | 2011، 2015             |
| 1       | كارلي لويد      | 5          | 2011، 2015             |
| 4       | بيرجيت برينز    | 4          | 2003، 2007             |
| 4       | ميغان رابينوي   | 4          | 2015، 2019             |
| 6       | دانييلا         | 3          | 2003، 2007             |
| 6       | أماندين هنري    | 3          | 2015، 2019             |
| 6       | نادين أنجيرير   | 3          | 2007، 2015             |
| 6       | ألكسندرا بوب    | 3          | 2019، 2023             |
| 6       | هوماري ساوا     | 3          | 2007، 2011             |
| 6       | هيناتا ميازاوا  | 3          | 2023                   |
| 6       | ليكه مارتينز    | 3          | 2015، 2019             |
| 6       | أماندا إيليستيت | 3          | 2023                   |
| 6       | لوتا شيلين      | 3          | 2007، 2011             |
| 6       | أليكس مورجان    | 3          | 2019، 2023             |
| 6       | آبي وامباك      | 3          | 2007، 2011             |

| الترتيب | البلد            | الجوائز |
| ------- | ---------------- | ------- |
| 1       | الولايات المتحدة | 25      |
| 2       | ألمانيا          | 24      |
| 3       | السويد           | 22      |
| 4       | إنجلترا          | 20      |
| 4       | اليابان          | 20      |
| 6       | البرازيل         | 17      |
| 7       | أستراليا         | 15      |
| 8       | فرنسا            | 14      |
| 9       | النرويج          | 13      |
| 10      | هولندا           | 11      |
| 11      | كندا             | 8       |
| 11      | الصين            | 8       |
| 13      | نيجيريا          | 7       |
| 13      | إسبانيا          | 7       |
| 15      | كولومبيا         | 5       |
| 16      | إيطاليا          | 4       |
| 16      | سويسرا           | 4       |
| 18      | الكاميرون        | 3       |
| 18      | الدنمارك         | 3       |
| 18      | جامايكا          | 3       |
| 18      | المكسيك          | 3       |
| 18      | نيوزيلندا        | 3       |
| 18      | كوريا الشمالية   | 3       |
| 24      | الأرجنتين        | 2       |
| 24      | تشيلي            | 2       |
| 24      | كوستاريكا        | 2       |
| 24      | غانا             | 2       |
| 24      | المغرب           | 2       |
| 24      | جمهورية أيرلندا  | 2       |
| 24      | روسيا            | 2       |
| 24      | جنوب إفريقيا     | 2       |
| 32      | الفلبين          | 1       |
| 32      | البرتغال         | 1       |
| 32      | كوريا الجنوبية   | 1       |
| 32      | إسكتلندا         | 1       |
| 32      | تايلاند          | 1       |
| 32      | زامبيا           | 1       |

| النهائي                 | اللاعب        | الخصم            |
| ----------------------- | ------------- | ---------------- |
| الولايات المتحدة 2003   | بيتينا ويغمان | السويد           |
| الصين 2007              | نادين أنغرر   | البرازيل         |
| ألمانيا 2011            | أيومي كايهوري | الولايات المتحدة |
| كندا 2015               | كارلي لويد    | اليابان          |
| فرنسا 2019              | ميغان رابينوي | هولندا           |
| أستراليا/نيوزيلندا 2023 | أولغا كارمونا | إنجلترا          |

## تشكيلة النجوم
| كأس العالم            | حراس المرمى                          | المدافعون                                                                                    | لاعبو الوسط | المهاجمون                                                        |
| --------------------- | ------------------------------------ | -------------------------------------------------------------------------------------------- | --- | ---------------------------------------------------------------- |
| 1999 الولايات المتحدة | قاو هونغ بريانا سكوري                | وانغ لي بينغ وين لي رونغ دوريس فيتشن براندي تشاستين كارلا أوفربك                             | سيسي ليو إي لينغ تشاو لي هونغ بِتينا فيغمان ميشيل إيكرز                                                                     | جين يان سون وين آن كريستين آرونس ميا هام                         |
| 2003 الولايات المتحدة | سيلكه روطنبرغ                        | وانغ لي بينغ ساندرا مينرت جوي فاوست                                                          | بِتينا فيغمان مالين موستروم شانون بوكس                                                                                      | شارمين هوبر مارين ماينرت بيرغيت برينتس فيكتوريا سفينسون          |
| 2007 الصين            | نادين أنجيرير بنت نوربي              | أريانه هينجست لي جي آني ستانغيلاند هوربستاد كيرستين ستيغيمان                                 | دانييلا فورميغا كيلي سميث ريناته لينغور إنغفيلد ستنسلاند كريستين ليلي                                                      | ليزا دو فانا مارتا كريستياني بيرغيت برينتس                       |
| 2011 ألمانيا          | هوب سولو أيومي كايهوري               | إليزه كيلوند-نايت إيريكا أليكس سكوت سونيا بومبستور لورا جورجس ساسكيا بارتوسياك               | جيل سكوت جينوفيفا أنوما لويزا نسيب آيا مياما شينوبو أونو هوماري ساوا كيرستين غارفريكيس كارولين سيغر شانون بوكس لورين تشيني | مارتا لوتا شيلين آبي وامباك                                      |
| 2015 كندا             | كارين باردسلي نادين أنجيرير هوب سولو | كيديشا بوكانان لوسي برونز ستيف هيوتون ويندي رينارد ساوري أريوشي جولي جونستون ميغان كلينغنبرغ | إليزه كيلوند-نايت أماندين هنري أوجيني لو سومر آيا مياما ميزوهو ساكاغوتشي رومي أوتسيجي كارلي لويد ميغان رابينو              | ليزا دو فانا إيلودي توماس أنيا ميتياغ سيليا شاشيتش رامونا باخمان |

### اختيارات كل النجوم الأخرى

#### فريق كل النجوم FANtasy
"فريق كل النجوم FANtasy"، الذي كان برعاية ماستر كارد، ضم أحد عشر لاعباً تم تحديدهم عن طريق استطلاع على موقع FIFA.com.
| كأس العالم            | حارس المرمى  | المدافعون                                       | لاعبو الوسط                           | المهاجمون                         |
| --------------------- | ------------ | ----------------------------------------------- | ------------------------------------- | --------------------------------- |
| 2003 الولايات المتحدة | بريانا سكوري | جوليانا شارمين هوبر شارولتا نونين ساندرا مينيرت | بيتينيا فيغمان جولي فودي كريستين ليلي | مارين مينيرت بيرغيت برينز ميا هام |

### فريق الأحلام
| كأس العالم | حراس المرمى | المدافعون                                           | لاعبو الوسط                       | المهاجمون                            | المدير     |
| ---------- | ----------- | --------------------------------------------------- | --------------------------------- | ------------------------------------ | ---------- |
| كندا 2015  | هوب سولو    | كاديسا بيوكانان ويندي رينارد جولي جونستون ألي كريجر | آيا مياما كارلي لويد ميغان رابينو | أنجا ميتاج سيليا شاسيتش أليكس مورغان | سيلفيا نيد |

#### اللاعبات اللواتي تجرأن على التألق
أعلنت مجموعة الدراسة الفنية للفيفا عن قائمة تضم عشرة لاعبات رئيسيات في البطولة "تجرأن على التألق".
| كأس العالم | حارس المرمى       | مدافعون                | لاعبون وسط                   | مهاجمون                                              |
| ---------- | ----------------- | ---------------------- | ---------------------------- | ---------------------------------------------------- |
| 2019 فرنسا | ساري فان فينيندال | لوسي برونز كريستال دان | جيل سكوت جولي إرتز روز لافيل | إلين وايت فيفيان ميديما صوفيا جاكوبسون ميغان رابينوي |

## هدف البطولة
تم منح جائزة هدف البطولة لأول مرة في كأس العالم للسيدات 2007.
- تسجل الأهداف والنتائج بتعداد أهداف فريق اللاعب أولاً.

### الفائزون
| كأس العالم              | اللاعب        | سجل ضد           | النتيجة | الدقيقة | النتيجة النهائية         | الجولة          | التفاصيل                                                                                         | المرجع |
| ----------------------- | ------------- | ---------------- | ------- | ------- | ------------------------ | --------------- | ------------------------------------------------------------------------------------------------ | ------ |
| الصين 2007              | مارتا         | الولايات المتحدة | 4–0     | 79'     | 4–0                      | نصف النهائي     | الهدف الثاني لمارتا في المباراة، مجهود فردي                                                      | [ 17 ] |
| ألمانيا 2011            | آبي وامباك    | البرازيل         | 2–2     | 120+2'  | 2–2 (وقت إضافي) (5–3 ج.) | ربع النهائي     | هدف رأس متأخر في الوقت الضائع في الشوط الثاني من الوقت الإضافي وإرسال المباراة إلى ركلات الترجيح | [ 18 ] |
| كندا 2015               | كارلي لويد    | اليابان          | 4–0     | 16'     | 5–2                      | النهائي         | الهدف الثالث للويد في النهائي، سجل من خط الوسط                                                   | [ 19 ] |
| فرنسا 2019              | كريستيان      | أستراليا         | 2–0     | 38'     | 2–3                      | مرحلة المجموعات | الهدف الثاني للبرازيل في مباراتهم الثانية في مرحلة المجموعات، سجل عن طريق ضربة رأسية             | [ 20 ] |
| أستراليا/نيوزيلندا 2023 | ليندا كايسيدو | ألمانيا          | 1–0     | 52'     | 2–1                      | مرحلة المجموعات | الهدف الأول لكولومبيا في مباراتهم الثانية في مرحلة المجموعات، مجهود فردي                         | [ 21 ] |

### المرشحون
| كأس العالم   | الترتيب | اللاعب            | ضد               | النتيجة | الدقيقة    | النتيجة النهائية    | الدور                      | المرجع |
| ------------ | ------- | ----------------- | ---------------- | ------- | ---------- | ------------------- | -------------------------- | ------ |
| 2007 الصين   | 1       | مارتا             | الولايات المتحدة | 4–0     | 79'        | 4–0                 | نصف النهائي                | [ 22 ] |
| 2007 الصين   | 2       | كريستياني         | أستراليا         | 3–2     | 75'        | 3–2                 | ربع النهائي                | [ 22 ] |
| 2007 الصين   | 2       | فورميغا           | أستراليا         | 1–0     | 4'         | 3–2                 | ربع النهائي                | [ 22 ] |
| 2007 الصين   | 4       | آبي وامباك        | البرازيل         | 2–0     | '58'       | 2–0                 | مرحلة المجموعات            | [ 22 ] |
| 2007 الصين   | 4       | ليزا دي فانا      | النرويج          | 1–1     | '83'       | 1–1                 | مرحلة المجموعات            | [ 22 ] |
| 2007 الصين   | 6       | كيرستين غاريفريكس | كوريا الشمالية   | 1–0     | '44'       | 3–0                 | ربع النهائي                | [ 22 ] |
| 2007 الصين   | 7       | ري أون-سوك        | السويد           | 1–1     | '22'       | 1–2                 | مرحلة المجموعات            | [ 22 ] |
| 2007 الصين   | 8       | سونغ شياولي       | الدنمارك         | 3–2     | '88'       | 3–2                 | مرحلة المجموعات            | [ 22 ] |
| 2007 الصين   | 9       | هيذر غاريك        | غانا             | 3–0     | '69'       | 4–1                 | مرحلة المجموعات            | [ 22 ] |
| 2007 الصين   | 10      | آيا مياما         | إنجلترا          | 2–2     | '90+5'     | 2–2                 | مرحلة المجموعات            | [ 22 ] |
|              |         |                   |                  |         |            |                     |                            |        |
| 2011 ألمانيا | 1       | آبي وامباك        | البرازيل         | 2–2     | '120+2'    | 2–2 (و.إ.) (5–3 ج.) | ربع النهائي                | [ 23 ] |
| 2011 ألمانيا | 2       | ناهو مي كاواسومي  | السويد           | 3–1     | 64'        | 3–1                 | نصف النهائي                | [ 23 ] |
| 2011 ألمانيا | 3       | ماري هامرستروم    | فرنسا            | 2-1     | 82'        | 2-1                 | مباراة تحديد المركز الثالث | [ 23 ] |
| 2011 ألمانيا | 4       | إيريكا            | غينيا الاستوائية | 1-0     | 49'        | 3-0                 | مرحلة المجموعات            | [ 23 ] |
| 2011 ألمانيا | 5       | إليسي بيري        | السويد           | 1-2     | 40'        | 3–1                 | ربع النهائي                | [ 23 ] |
| 2011 ألمانيا | 6       | كارينا ماروياما   | ألمانيا          | 1-0     | 108'       | 1-0 (و.إ.)          | ربع النهائي                | [ 23 ] |
| 2011 ألمانيا | 7       | هيذر أورايلي      | كولومبيا         | 1-0     | 12'        | 3-0                 | مرحلة المجموعات            | [ 23 ] |
| 2011 ألمانيا | 8       | كريستين سينكلير   | ألمانيا          | 1-2     | 82'        | 2-1                 | مرحلة المجموعات            | [ 23 ] |
| 2011 ألمانيا | 9       | إليز بوساليا      | إنجلترا          | 1-1     | 88'        | 1–1 (و.إ.) (4–3 ج.) | ربع النهائي                | [ 23 ] |
| 2011 ألمانيا | 10      | غاييتان تيني      | كندا             | 2-0     | 60'        | 4-0                 | مرحلة المجموعات            | [ 23 ] |
|              |         |                   |                  |         |            |                     |                            |        |
| 2015 كندا    | 1       | كارلي لويد        | اليابان          | 4–0     | 16'        | 5–2                 | النهائي                    | [ 24 ] |
| 2015 كندا    | 2       | دانييلا مونتويا   | المكسيك          | 1–1     | 82'        | 1–1                 | مرحلة المجموعات            | [ 24 ] |
| 2015 كندا    | 3       | لوسي برونز        | النرويج          | 2-1     | 76'        | 2-1                 | دور الـ16                  | [ 24 ] |
| 2015 كندا    | 4       | لورين هوليداي     | اليابان          | 3-0     | 14'        | 5–2                 | النهائي                    | [ 24 ] |
| 2015 كندا    | 5       | ليك مارتينس       | نيوزيلندا        | 1-0     | 33'        | 1-0                 | مرحلة المجموعات            | [ 24 ] |
| 2015 كندا    | 6       | ليزا دي فانا      | الولايات المتحدة | 1-1     | 27'        | 1-3                 | مرحلة المجموعات            | [ 24 ] |
| 2015 كندا    | 7       | مارين مييلدي      | ألمانيا          | 1-1     | 61'        | 1-1                 | مرحلة المجموعات            | [ 24 ] |
| 2015 كندا    | 8       | أماندين هنري      | المكسيك          | 5-0     | 80'        | 5-0                 | مرحلة المجموعات            | [ 24 ] |
| 2015 كندا    | 9       | ميزوهو ساكاغوتشي  | هولندا           | 2-0     | 78'        | 2-1                 | دور الـ16                  | [ 24 ] |
| 2015 كندا    | 10      | رامونا باخمان     | الإكوادور        | 7-0     | 61'        | 10-1                | مرحلة المجموعات            | [ 24 ] |
|              |         |                   |                  |         |            |                     |                            |        |
| 2019 فرنسا   | 1       | كريستياني         | أستراليا         | 2–0     | 38'        | 2–3                 | مرحلة المجموعات            | [ 25 ] |
| 2019 فرنسا   | 2       | أجارا نكوت        | نيوزيلندا        | 2–1     | 90+5'      | 2–1                 | مرحلة المجموعات            | [ 25 ] |
| 2019 فرنسا   | 3       | جايكي غرونين      | السويد           | 1–0     | 99' (و.إ.) | 1–0                 | نصف النهائي                | [ 25 ] |
| 2019 فرنسا   | 4       | لوسي برونز        | النرويج          | 3–0     | 57'        | 3–0                 | ربع النهائي                | [ 25 ] |
| 2019 فرنسا   | 5       | أورورا غالي       | جامايكا          | 4–0     | 71'        | 5–0                 | مرحلة المجموعات            | [ 25 ] |
| 2019 فرنسا   | 6       | أليكس مورغان      | تايلاند          | 8–0     | 74'        | 13–0                | مرحلة المجموعات            | [ 25 ] |
| 2019 فرنسا   | 7       | أسيسات أوشوالا    | كوريا الجنوبية   | 2–0     | 75'        | 2–0                 | مرحلة المجموعات            | [ 25 ] |
| 2019 فرنسا   | 8       | يُوي هاسيغاوا      | هولندا           | 1–1     | 43'        | 1–2                 | دور الـ16                  | [ 25 ] |
| 2019 فرنسا   | 9       | أماندين هنري      | كوريا الجنوبية   | 4–0     | 85'        | 4–0                 | مرحلة المجموعات            | [ 25 ] |
| 2019 فرنسا   | 10      | صوفيا جاكوبسون    | إنجلترا          | 2–0     | 22'        | 2–1                 | مباراة تحديد المركز الثالث | [ 25 ] |

### أفضل هدف على مر العصور
في عام 2003، أجرى موقع FIFA.com استطلاعًا لأعظم هدف في تاريخ كأس العالم للسيدات (من 1991 إلى 1999).
الهدف الذي سجلته ميشيل إيكرز ستال في عام 1991 فاز في الاستطلاع.
| التاريخ        | اللاعبة           | سجلت ضد         | النتيجة | الدقيقة | النتيجة | الجولة                                                   | التفاصيل                                                          |
| -------------- | ----------------- | --------------- | ------- | ------- | ------- | -------------------------------------------------------- | ----------------------------------------------------------------- |
| 24 نوفمبر 1991 | ميشيل إيكرز-ستاهل | تايبييه الصينية | 2–0     | 29'     | 7–0     | كأس العالم للسيدات 1991 مرحلة خروج المغلوب - ربع النهائي | الهدف الثاني لإيكرز-ستاهل من بين خمسة أهداف في المباراة، ركلة حرة |

أُجري استفتاء مشابه بعنوان "15 من أجل 2015" في الفترة من 11 مايو إلى 5 يونيو 2015، وشمل أفضل الأهداف من 1991 إلى 2011.
آبي وامباك، التي فازت بجائزة هدف البطولة في عام 2011، تم اختيارها.
| التاريخ       | اللاعبة    | سجلت ضد  | النتيجة | الدقيقة | النتيجة               | الجولة          | تفاصيل                                                                                              |
| ------------- | ---------- | -------- | ------- | ------- | --------------------- | --------------- | --------------------------------------------------------------------------------------------------- |
| 10 يوليو 2011 | آبي وامباك | البرازيل | 2–2     | 120+2'  | 2–2 (ب.و.إ.) (5–3 ج.) | دور ربع النهائي | هدف تعادل بالرأس في اللحظة الأخيرة في الوقت الإضافي من الشوط الثاني وقاد المباراة إلى ركلات الترجيح |

## الفريق الأكثر إمتاعًا
| كأس العالم            | جائزة الفريق الأكثر إمتاعًا |
| --------------------- | -------------------------- |
| 2003 الولايات المتحدة | ألمانيا                    |
| 2007 الصين            | البرازيل                   |

## روابط خارجية
- جوائز كأس العالم للسيدات